# Olceclostera bifenestrata
Olceclostera bifenestrata är en fjärilsart som beskrevs av William Schaus 1912. Olceclostera bifenestrata ingår i släktet Olceclostera och familjen silkesspinnare. Inga underarter finns listade i Catalogue of Life.